# Greenfields
| Совокупная оценка | Совокупная оценка |
| Источник          | Оценка            |
| ----------------- | ----------------- |
| Metacritic        | 79/100            |
| Оценки критиков   |                   |
| Источник          | Оценка            |
| The Guardian      | [ 2 ] [ 3 ]       |
| The Irish Times   | [ 4 ]             |
| musicOMH          | [ 5 ]             |
| Uncut             | [ 6 ]             |

Greenfields (Greenfields: The Gibb Brothers Songbook, Vol. 1) — третий сольный студийный альбом британского и американского певца Барри Гибба (одного из основателей музыкальной группы «Bee Gees»), вышедший 8 января 2021 года на лейбле Capitol Records в Америке и на EMI Records в мире. В записи принимали участие многие кантри-музыканты: Долли Партон, Миранда Ламберт, Кит Урбан, Little Big Town, Джейсон Исбелл, Шерил Кроу, Элисон Краусс, Брэнди Карлайл и другие. Продюсерами были Дэйв Кобб и сын Барри гитарист Stephen Gibb.

## История
Greenfields дебютировал на 1 месте в чартах Австралии и Великобритании.
Альбом получил в целом положительные отзывы музыкальной критики и интернет-изданий:  The Guardian, The Irish Times, musicOMH.

## Список композиций
Все треки написаны трио Барри, Робином и Морисом Гибб, кроме треков 9 и 10 (их написали Барри и Робин Гибб) и 2, 11 и 13 (их автор сольно Барри Гибб).
| №                   | Название                          | Партнёры                          | Длительность |
| ------------------- | --------------------------------- | --------------------------------- | ------------ |
| 1.                  | «I’ve Gotta Get a Message to You» | Кит Урбан                         | 3:15         |
| 2.                  | «Words of a Fool»                 | Джейсон Исбелл                    | 3:48         |
| 3.                  | «Run to Me»                       | Брэнди Карлайл                    | 3:22         |
| 4.                  | «Too Much Heaven»                 | Элисон Краусс                     | 3:40         |
| 5.                  | «Lonely Days»                     | Little Big Town                   | 3:44         |
| 6.                  | «Words»                           | Долли Партон                      | 3:12         |
| 7.                  | «Jive Talkin'»                    | Миранда Ламберт и Джей Бьюкенен   | 3:58         |
| 8.                  | «How Deep Is Your Love»           | Little Big Town и Томми Эммануэль | 4:26         |
| 9.                  | «How Can You Mend a Broken Heart» | Шерил Кроу                        | 3:26         |
| 10.                 | «To Love Somebody»                | Jay Buchanan                      | 3:55         |
| 11.                 | «Rest Your Love on Me»            | Оливия Ньютон-Джон                | 4:02         |
| 12.                 | «Butterfly»                       | David Rawlings и Гиллиан Уэлч     | 3:43         |
| Общая длительность: | Общая длительность:               | Общая длительность:               | 44:05        |

| №                   | Название                  | Партнёры                       | Длительность |
| ------------------- | ------------------------- | ------------------------------ | ------------ |
| 12.                 | «With the Sun in My Eyes» |                                | 3:30         |
| 13.                 | «Morning of My Life»      |                                | 3:44         |
| 14.                 | «Butterfly»               | David Rawlings и Gillian Welch | 3:43         |
| Общая длительность: | Общая длительность:       | Общая длительность:            | 51:28        |

## Чарты
| Чарт (2021)                        | Высшая позиция |
| ---------------------------------- | -------------- |
| Австралия (ARIA)                   | 1              |
| Бельгия/Фландрия (Ultratop)        | 35             |
| Бельгия/Валлония (Ultratop)        | 150            |
| Канада (Canadian Albums Chart)     | 66             |
| Нидерланды (Album Top 100)         | 15             |
| Германия (Offizielle Top 100)      | 4              |
| Швейцария (Schweizer Hitparade)    | 8              |
| Великобритания (UK Albums Chart)   | 1              |
| США (Billboard 200)                | 15             |
| США (Billboard Top Country Albums) | 3              |